# René Levasseur
Pour les articles homonymes, voir Levasseur et René Levasseur (1881-1975).
René Levasseur, dit Levasseur de la Sarthe, né le 27 mai 1747 à Sainte-Croix, intégrée depuis dans la commune du Mans, mort le 17 septembre 1834 au Mans, est un chirurgien accoucheur et homme politique français, député de la Sarthe à la Convention.

## Un chirurgien spécialisé dans l'obstétrique
Il fait ses études de chirurgie à Paris : en février 1771, il est élève de l'école de Saint-Cosme de Paris » et déclare que « ses préférences s'étaient portées sur les études obstétricales» ; en 1772, il se présente comme « ci- devant chirurgien à l'hôpital général de Paris ». 
Il est reçu chirurgien au Mans en 1773. Il est spécialisé dans l'obstétrique et est chirurgien accoucheur.  
Dès 1771, le Bureau d'agriculture du Mans relaie -vainement- auprès du premier chirurgien du roi sa demande de création d'une école de sages-femmes.  
À la fin de l'année 1795, il est nommé médecin de l'hôpital militaire Jean-Jacques de Dijon.
Il est « professeur départemental d'obstétrique » dans la Sarthe pendant quelques années.

## Un républicain convaincu[4]
René Levasseur fait partie de la municipalité du Mans en 1790 et de l'administration du district en 1791. 
Il est élu député de la Convention par le département de la Sarthe (1792). Il vote la mort du roi « sans sursis et sans appel au peuple » lors du procès de Louis XVI (janvier 1793). Au mois de mars suivant, il est à l'origine de la création du Tribunal révolutionnaire « sans appel et sans recours au tribunal de cassation ». Il se montre un des ennemis les plus féroces des Girondins, notamment les 31 mai et 2 juin 1793, soutenant ce jour que la loi exigeait que tous les gens suspects soient mis en état d'arrestation, et que les Girondins étaient éminemment suspects en raison de leur hostilité à l'égard du peuple de Paris. En mission à l'armée du Nord, il combat à Hondschoote (6-8 septembre 1793), et voit son cheval tué sous lui. Chargé de rétablir l'ordre à Beauvais et dans l'Oise, en octobre 1793, il est jugé trop modéré dans la répression et on lui adjoint André Dumont.
Au mois de novembre suivant, il est envoyé dans le district de Gonesse, en Seine-et-Oise, pour y réprimer les troubles éclatés. Il est ensuite substitué par Clémence.
Il participe au vote de l'abolition de l'esclavage en février 1794. 
Levasseur est à l'origine de la mise en accusation de son collègue Philippeaux - qui fut guillotiné - et de l'envoi, au tribunal révolutionnaire, des dix « comploteurs bazinistes » qui, eux, furent acquittés. Un des « tombeurs » des Dantonistes ou Indulgents, René Levasseur est envoyé en avril 1794  rétablir l'ordre dans les Ardennes. Il s'y fera remarquer par sa férocité, envoyant 28 conseillers municipaux au tribunal révolutionnaire à Paris, tous ayant été guillotinés, y trouvant son surnom de « boucher de Sedan ». De retour à Paris, lors de la chute de Robespierre le 9 thermidor an II (27 juillet 1794), ce « montagnard », pourtant proche de l'« Incorruptible » vote avec les Thermidoriens, ce qui lui permettra d'éviter d'être arrêté. Puis, siégeant sur la « petite montagne », il s'en prend aux « successeurs du tyran ». Ce « prédicateur de révoltes » est impliqué dans l'insurrection de germinal et, après d'être caché pendant quinze jours, est arrêté, emprisonné à Besançon, jusqu'à l'amnistie votée par la Convention à sa séparation (octobre 1795).

## «Ennemi par principes de Napoléon»[7]
Sous le Directoire, il cesse toute activité politique. Il revient dans la Sarthe, et retourne à ses activités médicales. Il est nommé médecin-chef des hospices et de la prison du Mans. 
En 1816, il est contraint à l'exil, en application de la loi du 12 janvier 1816 excluant de l'amnistie les régicides. Il s'établit en Belgique. 
Profitant de la loi d'amnistie du 11 septembre 1830, il revient au Mans où il décède, le 17 septembre 1834, en ne reniant rien de ses engagements passés. En 1829 et 1831, il publie ses mémoires en grande partie rédigées par Achille Roche et son fils Francis Levasseur.

## Famille
Il est le fils de Gabriel Levasseur, maître tailleur d'habits et d'Anne David. Il se marie deux fois: 
- Le 11 février 1772 à Pont-de-Gennes, « ci- devant chirurgien à l'hôpital général de Paris, chirurgien au Mans », ii épouse Marie Reine Lafosse (1749 Nanterre-?), fille de Jean-Baptiste Lafosse, « fermier général du prieuré de Pont-de-Gennes » et de Reine Thérèse Bourbier[8]. De leur union naissent trois enfants :

1° le colonel René Gabriel Levasseur (1772-1830), chevalier de la Légion d’honneur le 11 décembre 1803, et officier de l’ordre le 14 juin 1804, qui épouse Sophie Amélie Widt;
2° François Laurent surnommé Francis Levasseur (1776-1872 Château-du-Loir) enseignant et homme de lettres
3° Reine Levasseur (1777-1867) qui épouse au Mans le 10 décembre 1798 (20 frimaire an VII), Edme Marin Lemaître (1761 Nevers-1833 Le Mans), ex-prêtre assermenté, ex-curé de Rouez-en-Champagne et alors employé à la Direction du département de la Sarthe, veuf.
René Levasseur et Marie Reine Lafosse divorcent au Mans le 1er prairial an V. 
- René Levasseur se remarie avec Anne Conard (ou Cosnard) le 10 Brumaire an VIII (1er novembre 1799)[12]. Ils ont une fille:

4° Anne Adélaïde Levasseur (Le Mans 1802-?) qui épouse à Ixelles Aimé Eugène Laurence Dumont, fils d'André Dumont, ancien député de la Somme, et de Marie Thérèse Reine Victoire Prévost.
Il écrit dans ses Mémoires (tome 1), au chapitre sur le décret du 16 pluviôse an II, que son opposition à la traite des Noirs l'aurait brouillé avec Jean David de la Brosse, son oncle maternel, planteur à Saint-Domingue et propriétaire de « plusieurs centaines de nègres » qui l'aurait déshérité.

## Œuvres
- Dissertation sur la symphytéotomie et sur l'enclavement, Bruxelles, 1822: « par René Levasseur, ci-devant médecin de l'hôpital militaire de Dijon, ancien chirurgien de l'hôpital civil et militaire du Mans, ancien professeur d'accouchement», Bruxelles, chez l'auteur, rue de Namur, n° 964, et Berthou, libraire.
- R. Levasseur a publié ses Mémoires en quatre volumes (Paris, 1829-1831): tome 1 publié par Rapilly, 1829 numérisé ; tome 2, publié par Baudouin frères, 1830, numérisé; tome 3 publié par Levavasseur, 1831 numérisé; tome 4 publié par Levavasseur, 1831, numérisé. Ils ont été partiellement réédités par Christine Peyrard en 1989 aux éditions Messidor. Karl Marx les a lus et commentés en vue d'écrire une histoire de la Convention.
- Manuel des accouchemens, manuscrit inédit conservé à la Bibliothèque municipale du Mans.

## Hommages

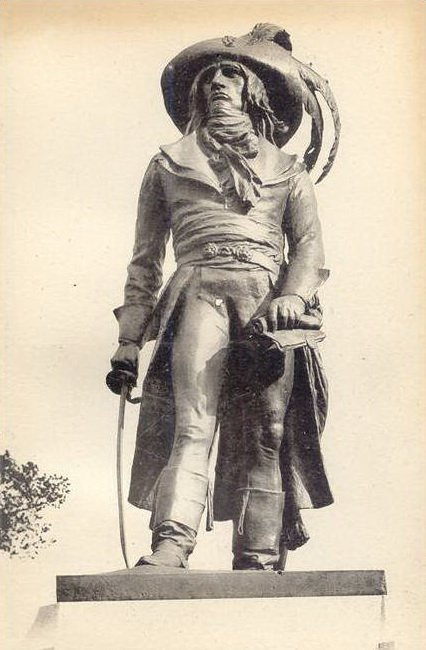
Statue de René Levasseur au Mans.

- Un boulevard du Mans porte son nom, depuis 1889.
- Une statue en bronze à son effigie avait été installée en 1911, place de la Préfecture (actuellement place Aristide Briand) au Mans[15]. Elle est fondue sous le régime de Vichy, dans le cadre de la mobilisation des métaux non ferreux[16].
- Sa tombe, surmontée d'un obélisque évoquant les symboles maçonniques, est au cimetière de l'Ouest (dit grand cimetière) au Mans[17]. Vandalisé en 1852, l'ouvrage sera reconstruit. En visite au Mans, l'écrivain allemand Ernst Jünger évoque ce monument dans son journal[18]à la date du 15 août 1943.
- En 2015, les Archives départementales de la Sarthe ont organisé une exposition sur René Levasseur à l'occasion du 220e anniversaire de l'abolition de l'esclavage[19].